# Río Grande (přítok Mamoré)
Río Grande (španělsky Río Grande) je řeka v Jižní Americe v Bolívii. Je to pravý přítok Mamoré (povodí Amazonky) a je považována za její hlavní pramenný tok. Je 1 438 km dlouhá.

## Průběh toku
Za hlavní pramenný tok Río Grande je považována Río Rocha pramenící východně od města Cochabamba 17°26′11″ j. š., 65°52′22″ z. d. Río Rocha nese od soutoku s Río Arque jméno Río Caine. Konečně Río Grande vzniká soutokem řek Río Caine a Río San Pedro. Protéká k jihovýchodu, postupně se stáčí k severovýchodu a severozápadu přes jihovýchodní a centrální Bolívii. Ústí zprava do Mamoré.